# Terauchi Masatake
El mariscal de campo conde Terauchi Masatake, GCB (寺内 正毅?  Hagi, provincia de Nagato, 5 de febrero de 1852-Tokio, 3 de noviembre de 1919) fue un miembro del Ejército Imperial Japonés y decimoctavo primer ministro de Japón (9 de octubre de 1916-29 de septiembre de 1918).

## Primeros años
Nació en el dominio de Chōshū (actual prefectura de Yamaguchi) como hijo de un samurái del clan Hagi.
Como joven soldado, peleó en la guerra Boshin contra el shogunato Tokugawa, y posteriormente fue nombrado teniente segundo en el naciente Ejército Imperial Japonés. Fue herido y perdió su mano derecha durante la Rebelión Satsuma de 1877, pero su discapacidad no causó impedimento en su futura carrera como militar y político.

## Carrera militar
En 1882, después de ser enviado a Francia para cursar estudios militares como agregado militar, fue nombrado a varios puestos importantes. Fue el primer inspector general de Educación Militar en 1898 y este puesto fue considerado como uno de los tres más importantes en el Ejército Imperial. Fue nombrado como ministro de Guerra en 1901, durante la primera administración de Katsura Tarō. Como ministro obtuvo la victoria japonesa en la guerra ruso-japonesa (1904-1905). Posteriormente, fue ennoblecido con el título de danshaku (barón) y en 1911 fue ascendido como hakushaku (conde).

## Residente y gobernador general de Corea
Fue nombrado como el tercer y último Residente General de Corea luego del asesinato de Itō Hirobumi en Harbin por Ahn Jung-geun en 1909. Como Residente General, ejecutó el Tratado de Anexión Japón-Corea en 1910, y se convirtió en el primer gobernador general de Corea.
La anexión de Corea a Japón y las políticas posteriores que fueron introducidas por el nuevo gobierno fueron impopulares entre la población coreana, y Terauchi usó la fuerza militar para controlarlo. Usó las profundas relaciones históricas y culturales entre Corea y Japón como una justificación para la asimilación cultural japonesa en Corea.

## Carrera política
En 1916 se convirtió en el decimoctavo primer ministro de Japón. Durante el mismo año, recibió su promoción a mariscal de campo. Su gabinete estuvo compuesto únicamente por burócratas de carrera y él desconfió de los políticos civiles. Durante parte de su administración, ocupó simultáneamente los puestos de ministro de Exteriores y ministro de Finanzas.
Durante su período de gobierno, mantuvo una agresiva política exterior. Concedió los préstamos Nishihara (otorgados para apoyar al caudillo militar chino Duan Qirui a cambio de la confirmación de reclamos japoneses a partes de la provincia de Shandong y del aumento de derechos en Manchuria) y el Acuerdo Lansing-Ishii (que reconocía derechos especiales a Japón en China). Terauchi mantuvo las obligaciones de Japón al Reino Unido de acuerdo a la Alianza Anglo-Japonesa en la Primera Guerra Mundial, enviando naves de la Armada Imperial Japonesa al Pacífico Sur, al océano Índico y al Mediterráneo, tomando control de las colonias alemanas de Tsingtao y Oceanía. Luego de la guerra, Japón se unió a los Aliados en la Intervención Siberiana (en la que Japón envió tropas a Siberia en apoyo a las fuerzas del Movimiento Blanco que luchaba contra el Ejército Rojo durante la Revolución rusa).
En setiembre de 1918, renunció al cargo, luego del caos generado por los disturbios por el arroz que se habían expandido por Japón debido a la inflación de posguerra; falleció al año siguiente.
Entre sus condecoraciones están la Orden del Sol Naciente (primera clase) y la Orden del Milano Dorado (primera clase).
Su hijo, Terauchi Hisaichi, fue comandante del Grupo de Ejército Expedicionario del Sur del Ejército Imperial Japonés durante la Segunda Guerra Mundial y fue también mariscal de campo.